# Quận Missoula, Montana
Quận Missoula là một quận thuộc tiểu bang Montana, Hoa Kỳ. Quận lỵ đóng ở Missoula6. Quận được đặt tên theo. Dân số theo điều tra năm 2000 của Cục điều tra dân số Hoa Kỳ là người. Dân số năm 2010 ước khoảng 123.178 người. Đây là quận đông dân thứ nhì bang.

## Địa lý
Theo Cục điều tra dân số Hoa Kỳ, quận này có diện tích km2, trong đó có km2 là diện tích mặt nước.

## Thông tin nhân khẩu
Theo điều tra dân số 2 năm 2000, quận này đã có dân số 95.802 người, 38.439 hộ gia đình, và 23.140 gia đình sống trong quận hạt. Mật độ dân số là 37 người trên một dặm vuông (14/km ²). Có 41.319 đơn vị nhà ở với mật độ trung bình là 16 trên một dặm vuông (6/km ²). Thành phần chủng tộc của cư dân sinh sống trong quận gồm chủng tộc của quận là:
94,02% người da trắng 
0,27% da đen hay Mỹ gốc Phi 
2,29% người Mỹ bản xứ 
1,02% châu Á 
0,08% đảo Thái Bình Dương 
0,45% từ các chủng tộc khác 
1,86% từ hai hoặc nhiều chủng tộc. 
1,61% dân số là người Hispanic hay Latino thuộc một chủng tộc nào. 22,7% là người gốc Đức, Ailen 13,0%, 10,4% tiếng Anh, Na Uy 8,5% và 5,6% gốc Mỹ theo điều tra dân số năm 2000.
Có 38.439 hộ, trong đó 29,20% có trẻ em dưới 18 tuổi sống chung với họ, 47,40% là đôi vợ chồng sống với nhau, 9,20% có một chủ hộ nữ và không có chồng, và 39,80% là không lập gia đình. 28,00% hộ gia đình đã được tạo ra từ các cá nhân và 7,50% có người sống một mình65 tuổi hoặc cao hơn. Cỡ hộ trung bình là 2,40 và cỡ gia đình trung bình là 2,96.
Trong quận cơ cấu độ tuổi dân cư được trải ra với 22,90% dưới độ tuổi 18, 15,40% 18-24, 29,20% 25-44, 22,60% từ 45 đến 64, và 10,00% từ 65 tuổi trở lên người. Độ tuổi trung bình là 33 năm. Đối với mỗi 100 nữ có 99,90 nam giới. Đối với mỗi 100 nữ 18 tuổi trở lên, đã có 98,00 nam giới.
Thu nhập trung bình cho một hộ gia đình trong quận đạt mức USD 34.454, và thu nhập trung bình cho một gia đình là USD 44.865. Phái nam có thu nhập trung bình USD 31.605 so với 21.720 USD đối với phái nữ. Thu nhập bình quân đầu người là 17.808 USD. Có 8,80% gia đình và 14,80% dân số sống dưới mức nghèo khổ, bao gồm 14,60% những người dưới 18 tuổi và 8,20% của những người 65 tuổi hoặc cao hơn.